# Mercedes-Benz Classe CL
Pour un article plus général, voir Liste des véhicules Mercedes-Benz.

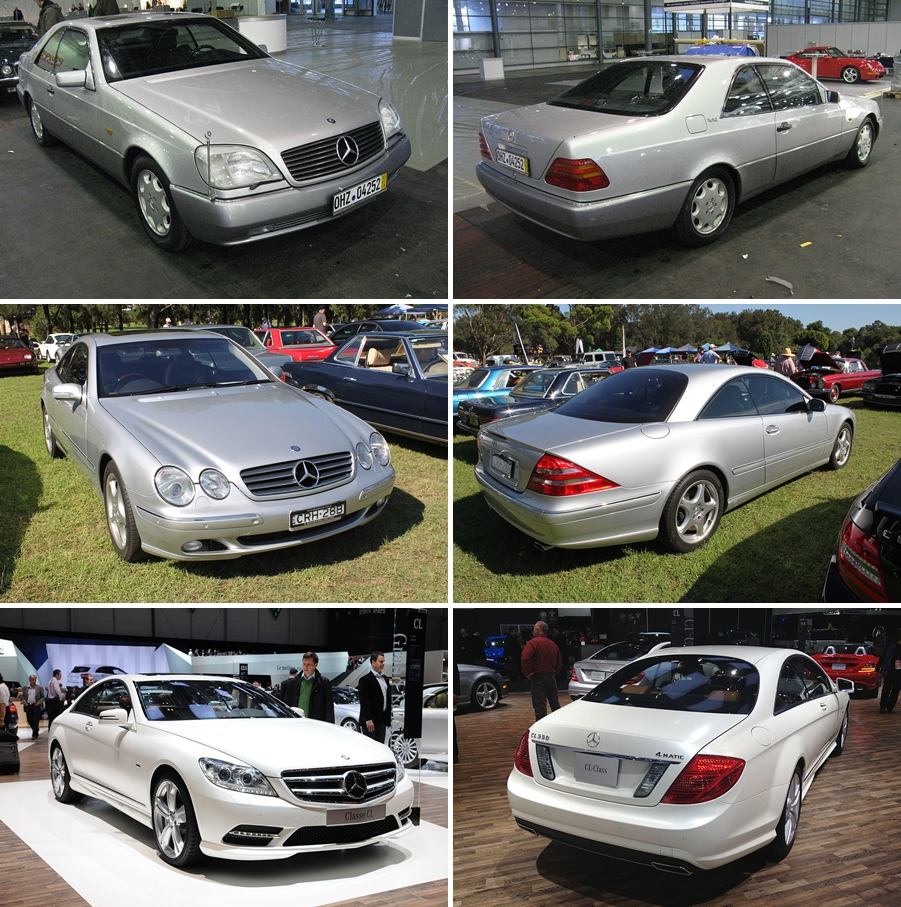
Les Mercedes-Benz Classe CL.

La Mercedes-Benz Classe CL est une gamme d'automobile coupé de prestige du constructeur allemand Mercedes-Benz. Elle est dérivée de la luxueuse Classe S. Elle est lancée en 1996 (Type 140), puis en 1999 (Type 215) et enfin en 2006 (Type 216).
Avant l'introduction de la dénomination « Classe CL » (Coupé Lang - Coupé Long en français), les coupés de la Classe S (Types 126 et 140) portent le nom « SEC » ; puis à partir de 1993, elles sont renommées avec le terme « Classe S Coupé » avec les désignations S 420 C, S 500 C et S 600 C (Type C140 uniquement).
Le terme « Classe CL » a été introduit en 1996. Pendant trois générations, la Classe CL est restée le nom officiel des ventes des coupés de luxe de Mercedes-Benz.
En 2014, la dénomination CL a été abandonnée au profit de la « Classe S Coupé/Cabriolet ».

## Historique
La Classe CL de Mercedes-Benz se décline en trois générations.

### Résumé de la Classe CL
| Générations                | Production                            | Dérivés de chez Mercedes-Benz | Modèles similaires |
| -------------------------- | ------------------------------------- | ----------------------------- | ------------------ |
| C140 Phase 3 (1996 - 1999) | 26 025 exemplaires (phases 1, 2 et 3) | Type 140 (Classe S - berline) | BMW Série 8 (E31)  |
| C215 (1999 - 2005)         |                                       | Type 220 (Classe S - berline) | BMW Série 6 (E63)  |
| C216 (2006 - 2013)         |                                       | Type 221 (Classe S - berline) | BMW Série 6 (F13)  |

### Avant la Classe CL

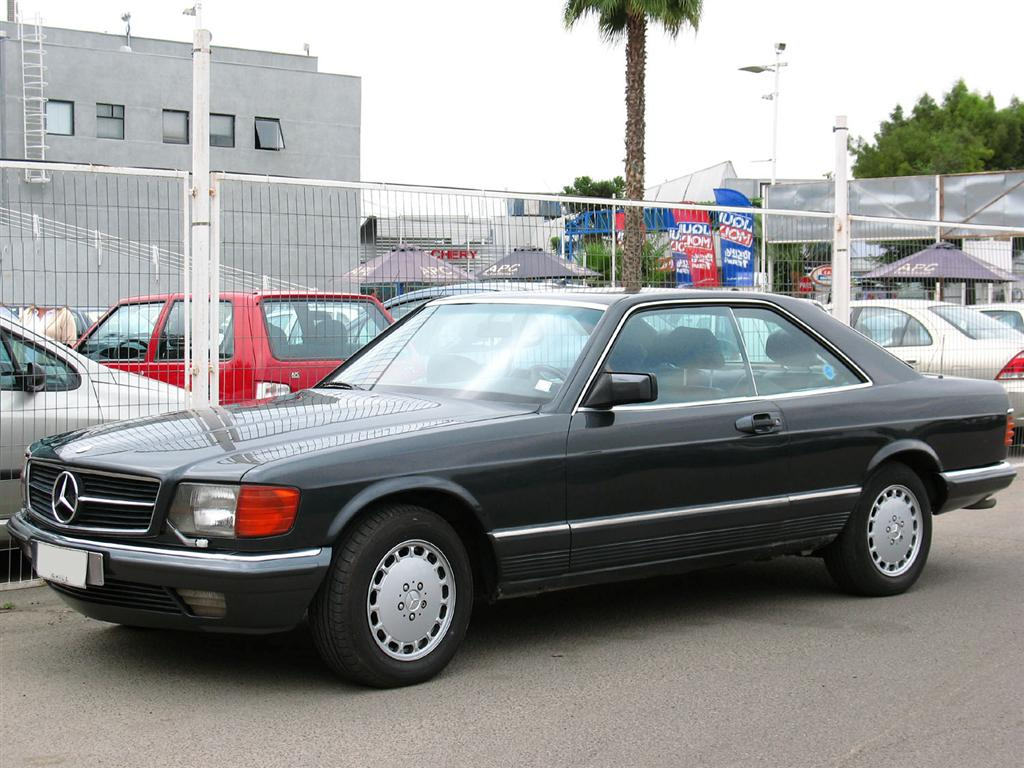
Une Mercedes-Benz C126 de 1985.

- Mercedes-Benz Type 126 Coupé : la Type 126 Coupé est sortie en septembre 1981. Elle dérive de sa version berline, la W126. Sa production est arrêtée en 1991, date de lancement de la Type 140 qui la remplacera.
- Mercedes-Benz Type 140 Coupé (phases 1 et 2) : la Type 140 Coupé a eu trois dénominations durant toute la durée de sa production : « SEC » en 1991 (phase 1), « Classe S Coupé » en 1993 (phase 2) et enfin « Classe CL » en 1996 qui est la phase 3 de ce modèle.

## 1regénération - Type 140 Phase 3(1996 - 1999)
La Mercedes-Benz Classe CL Type 140 Phase 3 a été lancée en 1996.
La Phase 1 de la coupé Type 140 a été lancée en 1992 avec le nom « SEC ». Elle est ensuite renommée en 1994 avec le terme « Classe S Coupé » qui est la Phase 2. Puis enfin, la Phase 3, avec la « Classe CL » en 1996.
La Mercedes-Benz C140 est la version coupé des berlines W140 et V140. On assiste également à l'introduction des moteurs V12 ainsi que de nombreux éléments de sécurité tels que les airbags de série, l'ESP (le programme de stabilité électronique) ou encore l'aide au stationnement aidé par sonar « Parktronic ». La Type 140 a également marqué un saut technologique chez Mercedes-Benz, notamment avec la mise en réseau des calculateurs via le bus de données CAN (Controller Area Network ; Réseau de zone de contrôleur en français).
Sa production est arrêtée définitivement en septembre 1998 et est remplacée par la Classe CL Type 215.

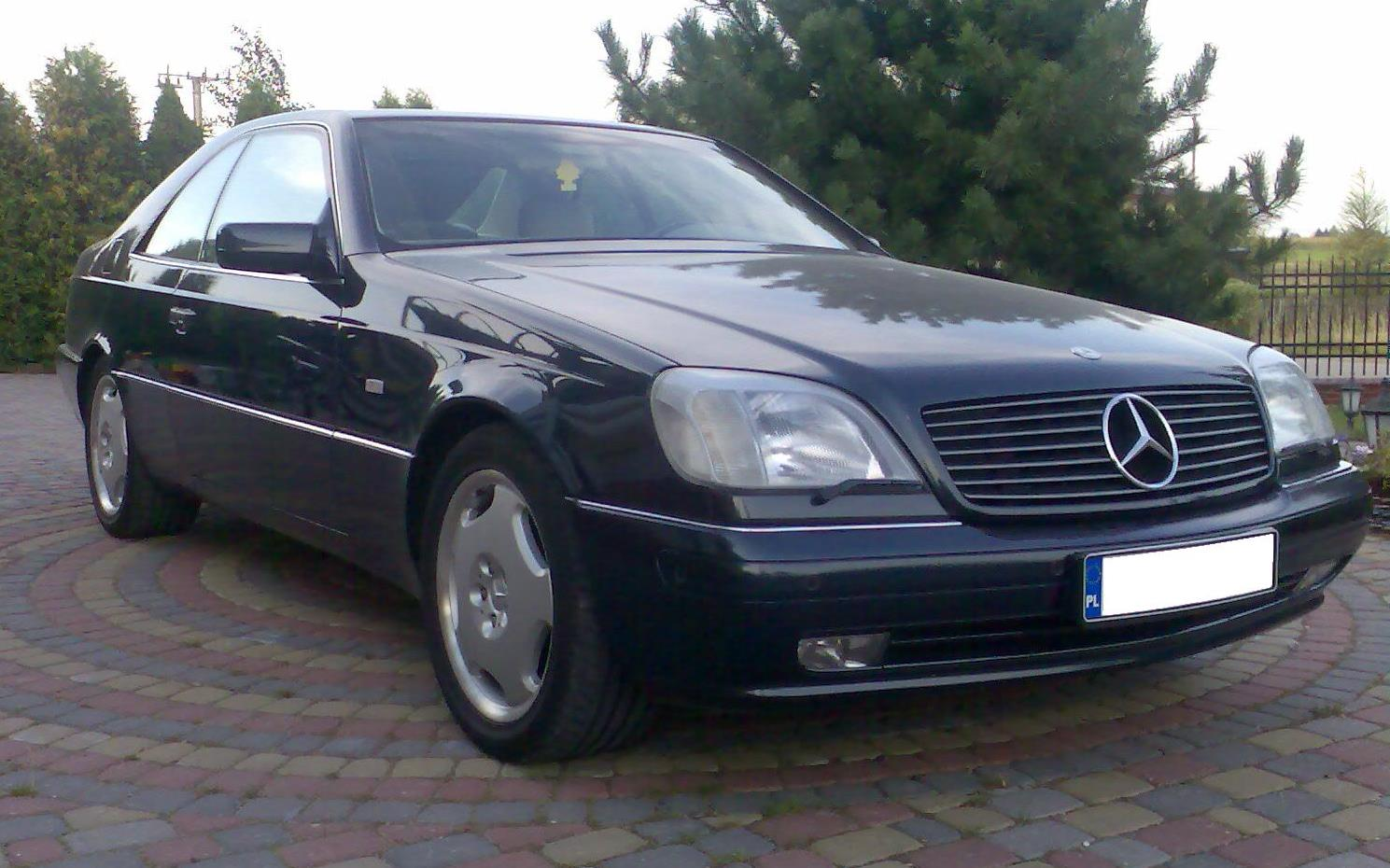
Vue avant d'une CL 500.
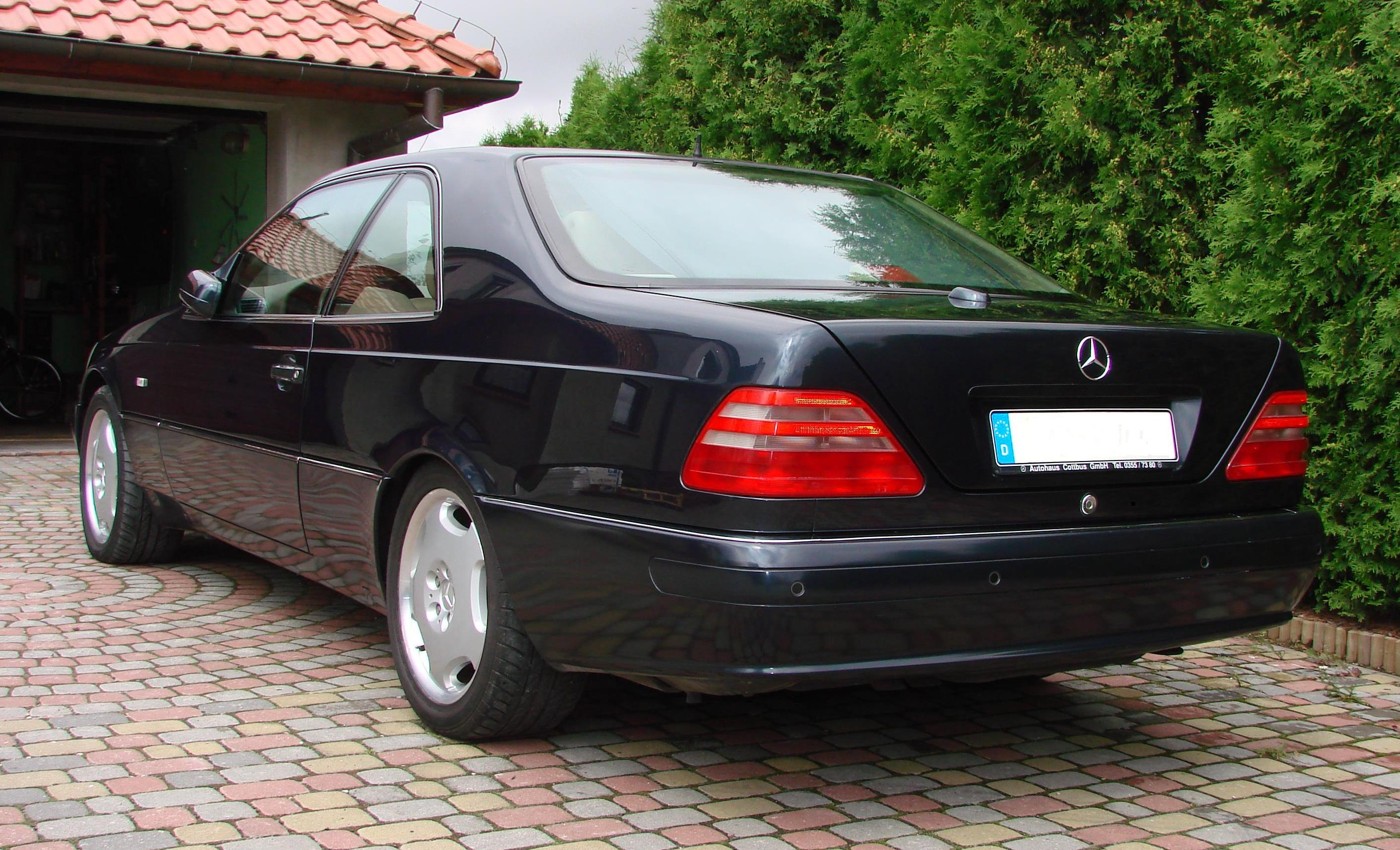
Vue arrière d'une CL 500.

## génération - Type 140 Phase 3 (1996 - 1999)

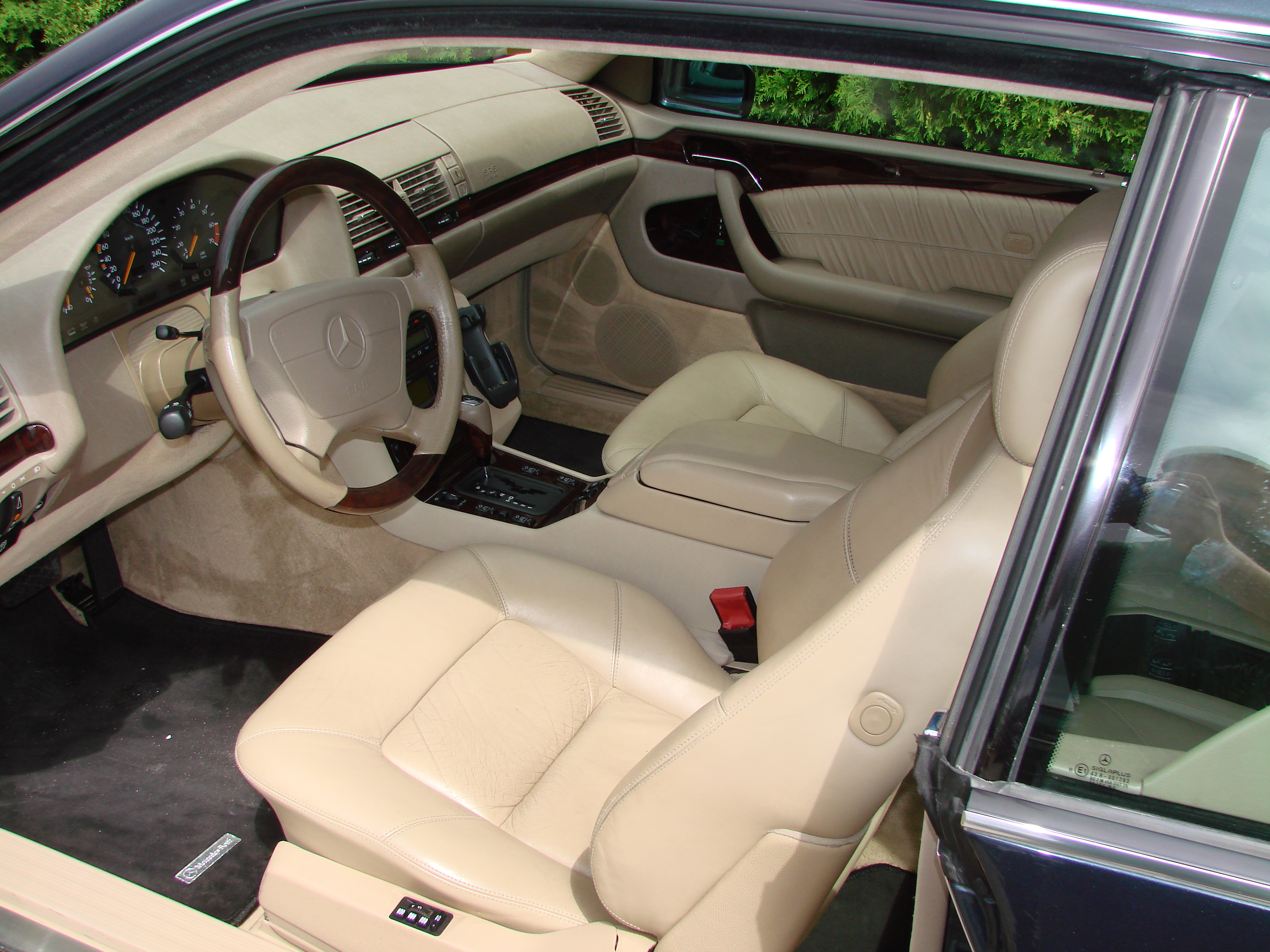
Intérieur d'une CL 500.

## 2egénération - Type 215(1999 - 2006)
La Mercedes-Benz Classe CL Type 215 est produite à partir de 1999 et remplace la C140.
Elle est basée sur la Classe S Type 220 lancé fin 1998 en Europe. En 2002, la C215 reçois un lifting.
Ce modèle disposait de plusieurs motorisations allant de 306 à 612 ch dont certaines ont été retravaillées par AMG. Le préparateur Brabus offrait également des modifications tant esthétiques que mécaniques.

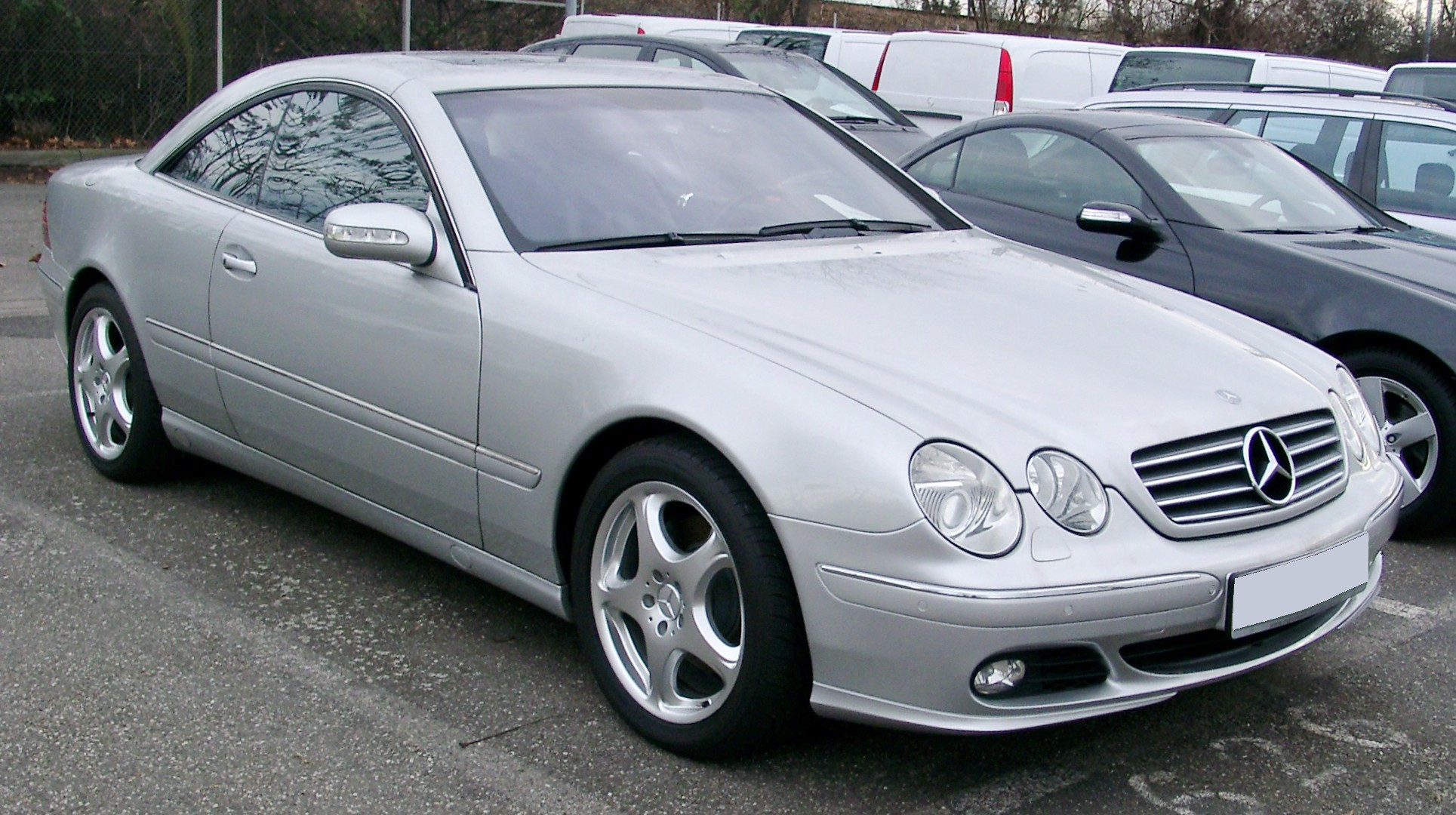
Vue avant d'une C215.
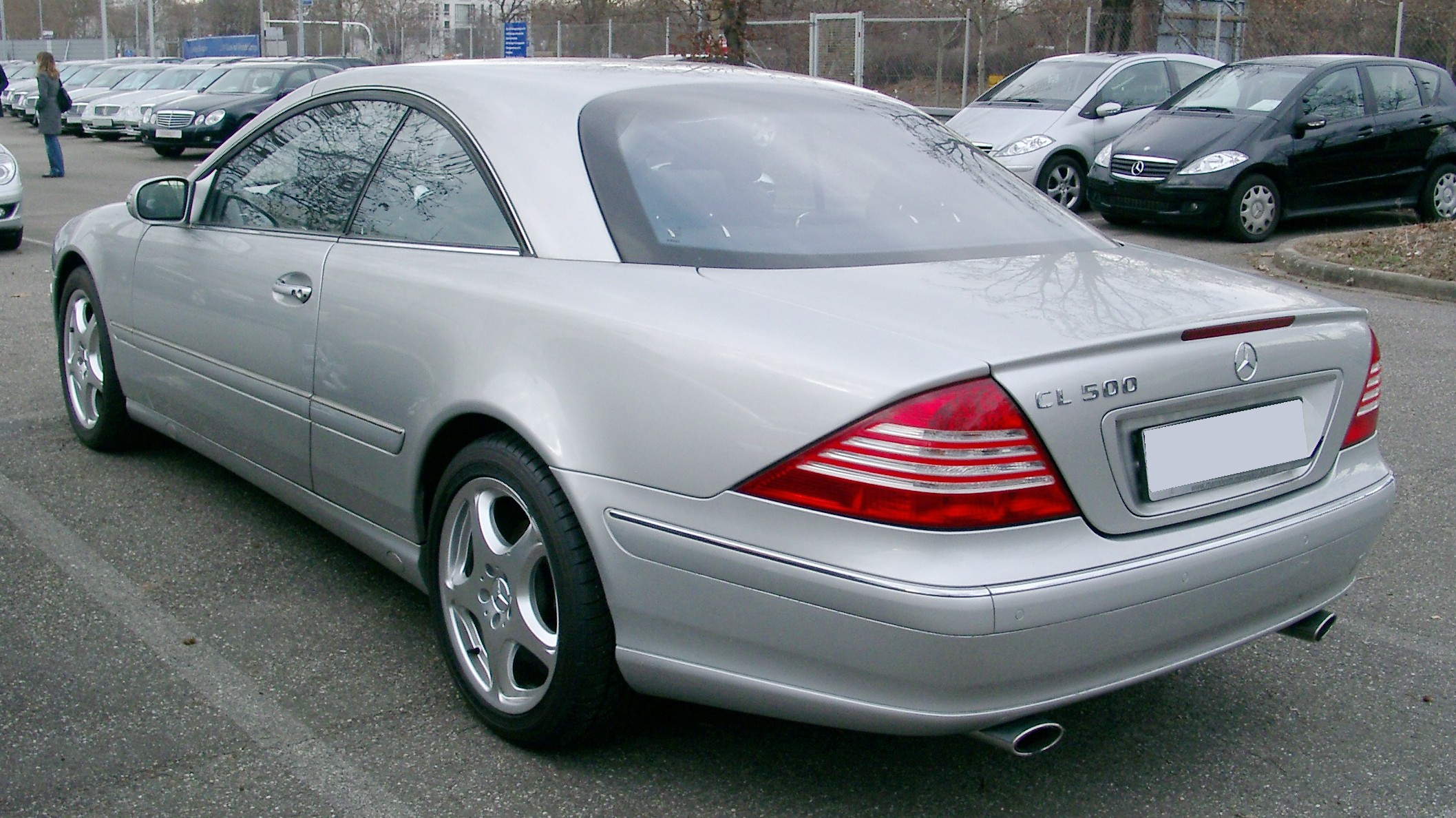
Vue arrière d'une C215.

### Phase 1
Elle est produite de mars 1999 à juin 2002.

### Phase 2
Elle est produite de juin 2002 à mars 2006. Les optiques avant et arrière sont légèrement redessinés, les équipements de sécurité deviennent plus sophistiqués et les moteurs des CL 600 et CL 55 AMG recevront encore plus de puissance.

### Versions spécifiques
- La CL 63 AMG est la C215 la plus rare de toutes. Commande spéciale, faite l'origine pour le Sultan de Brunei, elle n'a été produite qu'en novembre 2001 au prix initial de 272 000 euros, édition limitée a 26 exemplaires, vendus exclusivement à la carte par AMG. Il n'a jamais été offert par Mercedes-Benz. Le moteur produit 444 ch et 390 N m de couple entre 2 500 et 5 800 tr/min, avec un pic de 457 à 4 400 tr/min. Une partie livré au Royaume-Uni et un exemplaire pour la France immatriculée en mars 2002. La CL63 AMG à moteur V12 n'a été vendue qu'en Europe et en Asie.

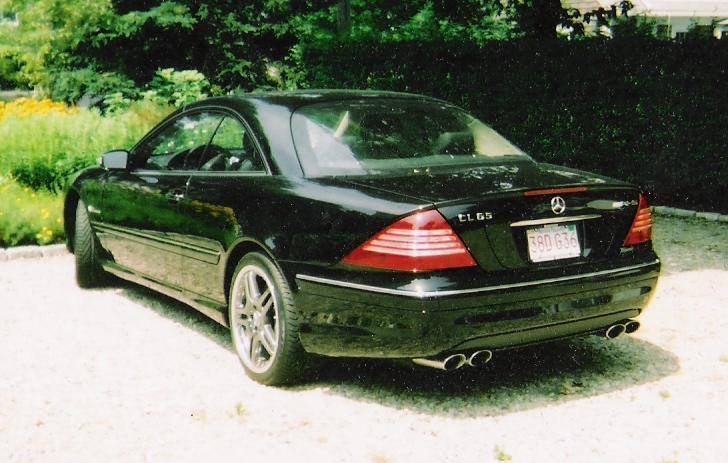
Une CL 65 AMG.

- La CL 65 AMG est elle aussi très peu diffusée (777 exemplaires dans le monde dont seulement 9 en France). En 2005, la CL 65, avec son 6,0 litres bi-turbo V12, a été l'une des voitures les plus puissantes de la planète avec 612 ch.

- La CL 55 AMG F1 est également extrêmement rare avec une production totale de seulement 55 unités. Ce fut un hommage à la version modifiée de sécurité utilisé en Formule 1 durant les saisons 1999 et 2000.

## 3egénération - Type 216(2006 - 2013)
La Mercedes-Benz Classe CL Type 216 a été produite à partir de 2006 à 2013 et remplace la C215.
Elle est basée sur la Classe S Type 221 lancé mi-2005. En 2010, la C216 reçois un lifting.
Elle est remplacée en 2014 par la Classe S Coupé/Cabriolet Type 217.

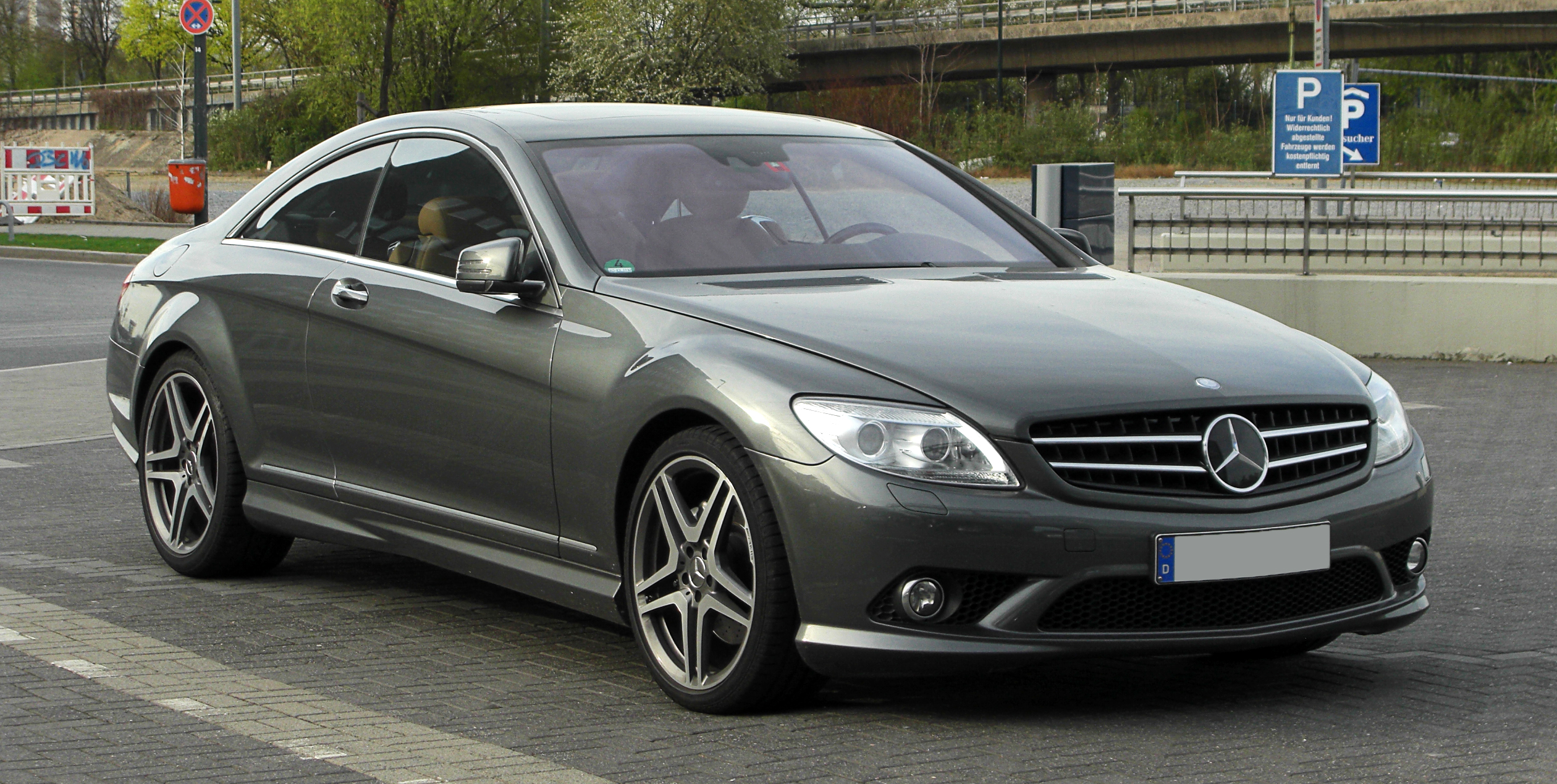
Vue avant d'une C216.
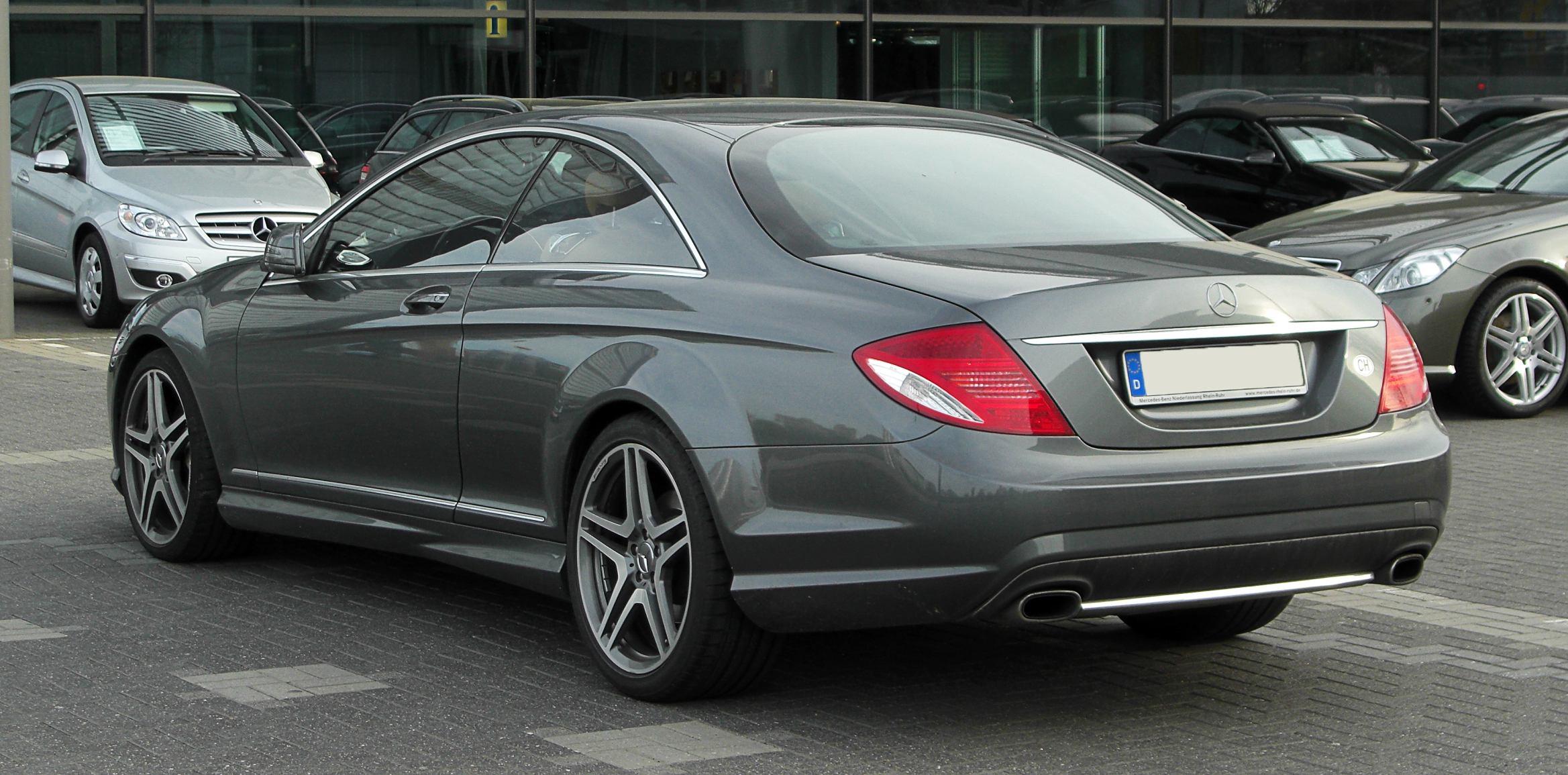
Vue arrière d'une C216.

### Phase 1
Elle est produite de juin 2006 à juin 2010.

### Phase 2
Elle est produite de juin 2010 à décembre 2013.

### Versions spécifiques

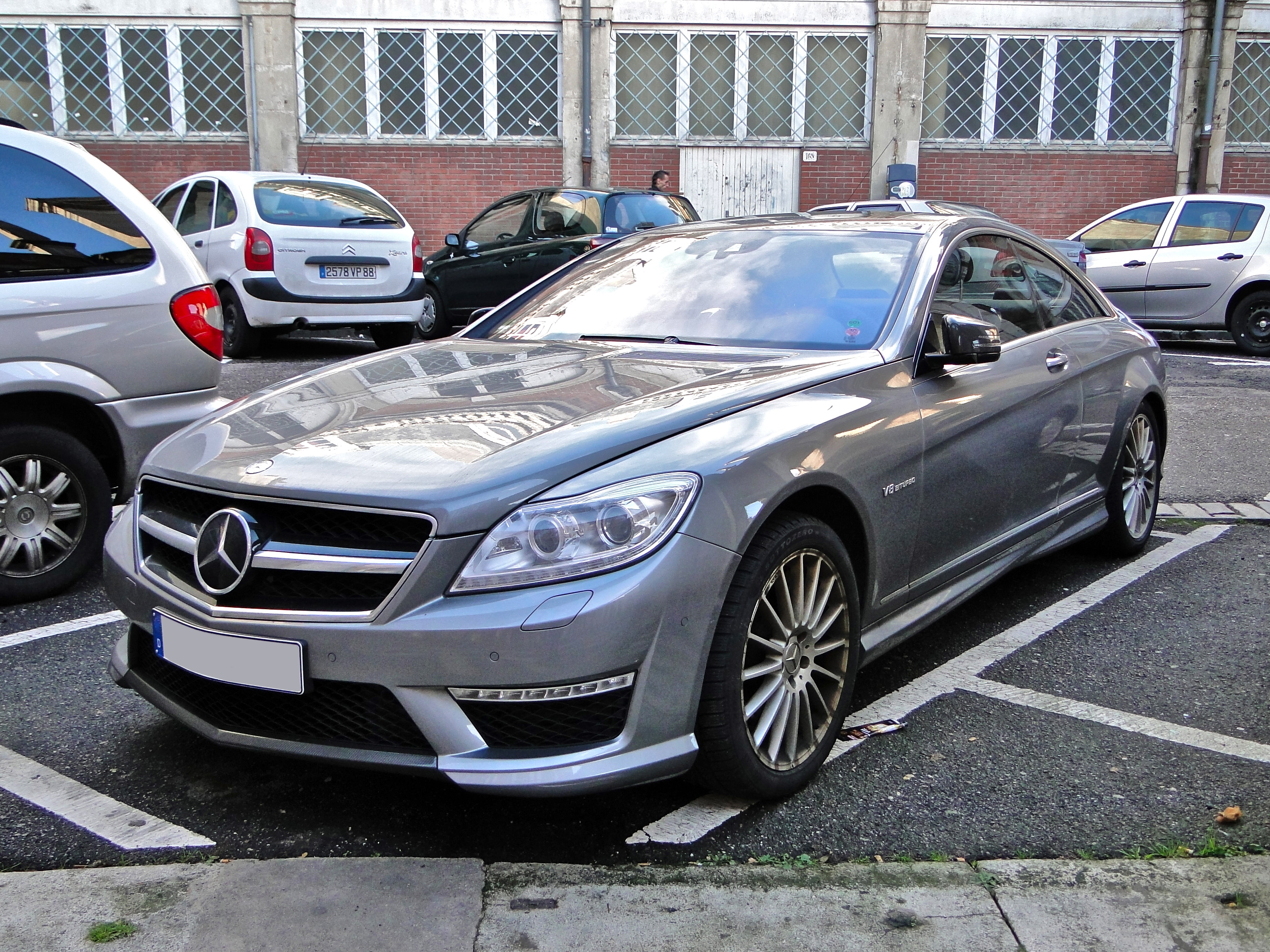
Une CL 63 AMG.

- CL 63 AMG : V8 essence atmosphérique 6,2 litres, 525 ch
- CL 65 AMG : V12 biturbo 6 litres, 612 ch